# Knott's Berry Farm
Knott's Berry Farm es el nombre marca de un parque temático situado en Buena Park, California,  Estados Unidos, y por una línea de productos alimenticios (principalmente mermeladas y conservas) propiedad de The J.M. Smucker Company. Originalmente establecido por Walter Knott, el parque temático es ahora propiedad de Cedar Fair Entertainment Company.

## Historia
En los años 1920, Walter Knott (11 de diciembre de 1889 – 3 de diciembre de 1981) y su familia vendían bayas, plantas de bayas y pays a lo largo de la Ruta Estatal 39, cerca del pequeño pueblo Buena Park.  En los años 1930, Walter Knott conoció un nuevo tipo de bayas que había sido cultivado por Rudolph Boysen. La planta era una combinación de frambuesas, zarzamoras, y moras de Logan.  Walter sembró algunas plantas que había recibido en una visita a la granja de Boysen y después las empezó a vender en los estantes de venta que tenía en la carretera. Knott se refería a ellas como boysenberries.
En los años 1980, Knott's construyó "Barn Dance" con una banda Bobbi & Clyde. Fue durante el apogeo del "Cowboy de ciudad". The "Barn Dance" era mostrado en comerciales de televisión de Knott's. También durante los años 1980, Knott's empezó a competir con los parques temáticos del Sur de California al construir dos inmensas atracciones: Kingdom of the Dinosaurs (Reino de los Dinosaurios) y Wild Water Wilderness, una atracción acuática de balsas. En 1990 se introdujo la montaña rusa Boomerang.
En 1995, la familia Knott vendió la receta de los alimentos que vendía a ConAgra, en la que luego vendieron la marca a J. M. Smucker en 2008.  En 1997, la familia Knott vendió el parque de atracciones a Cedar Fair. Inicialmente, se le había dado una oportunidad a los Knotts de vender el parque a The Walt Disney Company. El parque se hubiese consulado en un Disneyland Resort y convertido en un Disney's America, pero fallaron a construirlo cerca de Washington D. C.. Los Knotts se rehusaron a que el parque pasara a ser un parque Disney temiendo que lo que los Walter habían construidos, sería eliminado, pero irónicamente, Cedar Fair terminó eliminando más de lo que Disney había planeado hacer.